# Micropathus
Micropathus is een geslacht van rechtvleugeligen uit de familie grottensprinkhanen (Rhaphidophoridae). De wetenschappelijke naam van dit geslacht is voor het eerst geldig gepubliceerd in 1964 door Richards.

## Soorten
Het geslacht Micropathus omvat de volgende soorten:
- Micropathus cavernicola Richards, 1964
- Micropathus fuscus Richards, 1968
- Micropathus kiernani Richards, 1974
- Micropathus montanus Richards, 1971
- Micropathus tasmaniensis Richards, 1964